# Farallon de Pajaros
Farallon de Pajaros (de l'espagnol Farallón de Pájaros, « rocher des oiseaux »), aussi connu comme Urracas, est une île volcanique et l'île la plus au nord des îles Mariannes du Nord.